# 小圣西满堂
小圣西满堂（San Simeone Piccolo）是意大利威尼斯圣十字区的一座罗马天主教教堂，隔大运河与该市的火车站相望，为许多旅客来到威尼斯首先见到的教堂。 
该堂由Giovanni Antonio Scalfarotto建于1718-38年，为新古典主义建筑，与维也纳的查理教堂建于同一时期。该堂的门廊模仿了罗马万神殿，而穹顶则令人想起安康圣母圣殿。 

## 內飾

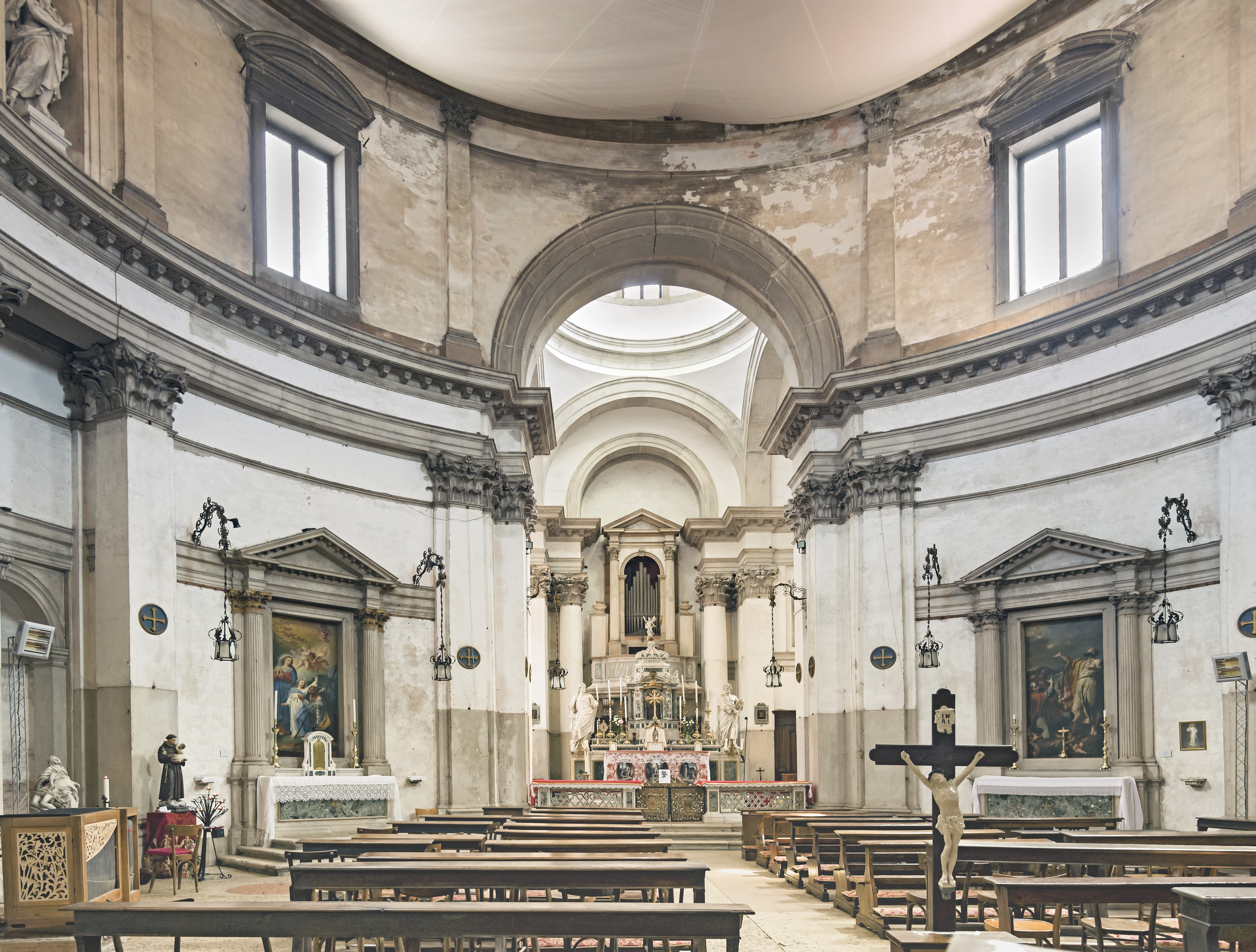
教會內部的視圖